# Primaballerina (canción)
«Primaballerina» fue la canción alemana en el Festival de la Canción de Eurovisión 1969, interpretada en alemán por Siw Malmkvist, quien ya había representado a Suecia en el festival de 1960.
La canción fue interpretada decimotercera en la noche (después de Kirsti Sparboe de Noruega con "Oj, oj, oj, så glad jeg skal bli" y antes de Frida Boccara de Francia con "Un Jour, Un Enfant"). Al cierre de la votación obtuvo 8 puntos, ubicándose en el 9.º lugar de 16.
La canción está dirigida a una figura de porcelana en un reloj, con Malmkvist preguntándole si está sola y bailando por un amante ausente. Fue una canción dentro del denominado estilo  Kazachok. Fue número #13 en la lista de ventas de Alemania y fue versionada por varios cantantes.
Fue seguida como representante alemana en el festival del 70 por Katja Ebstein con "Wunder gibt es immer wieder".
- Datos: Q6317432